# Ilıca Yaylası (Bolluk Gölü)
Koordinaten: 38° 33′ 50″ N, 32° 56′ 20″ O

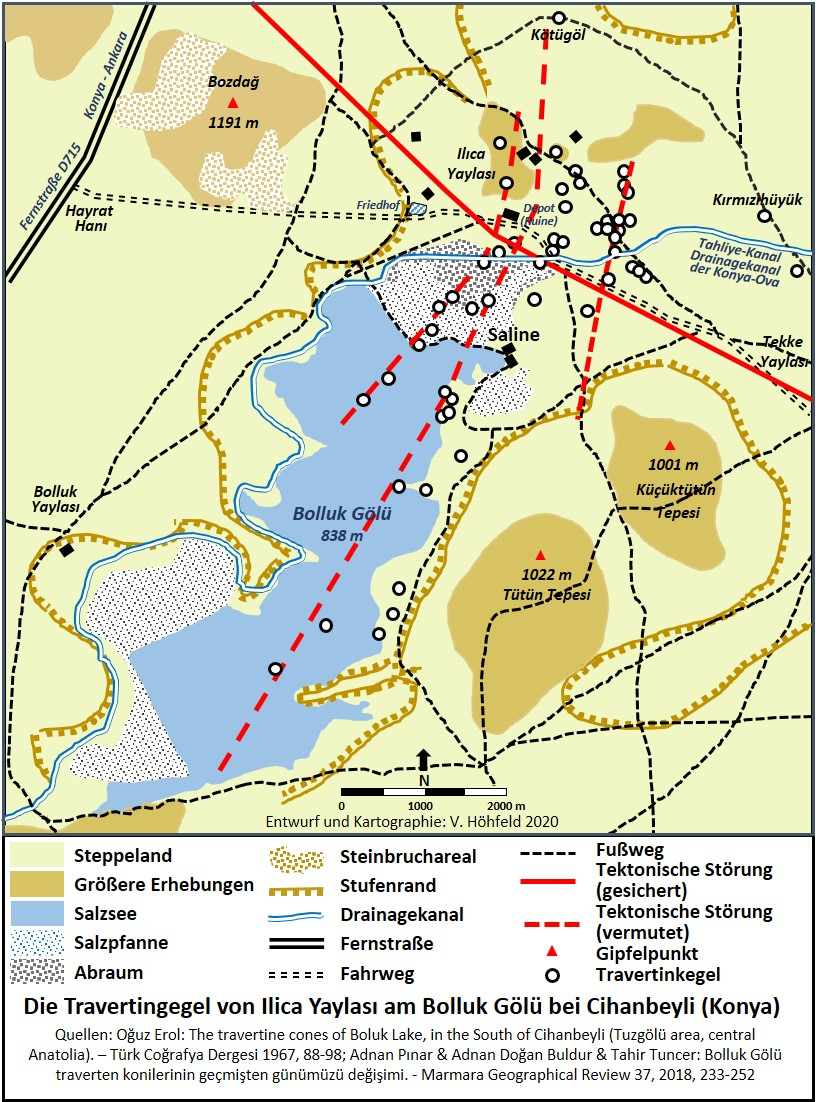
Die Karte zeigt die Verteilung der Travertinkegel bei Ilıca Yaylası am Bolluk Gülü südlich von Cihanbeyli in der Provinz Konya (Türkei)

Der Ort Ilıca Yaylası ist eine kleine, weitgehend aufgelassene und wenig beachtete Sommersiedlung in der Türkei mit einer besonders auffälligen Häufung von natürlich entstandenen Travertinkegeln.

## Lage

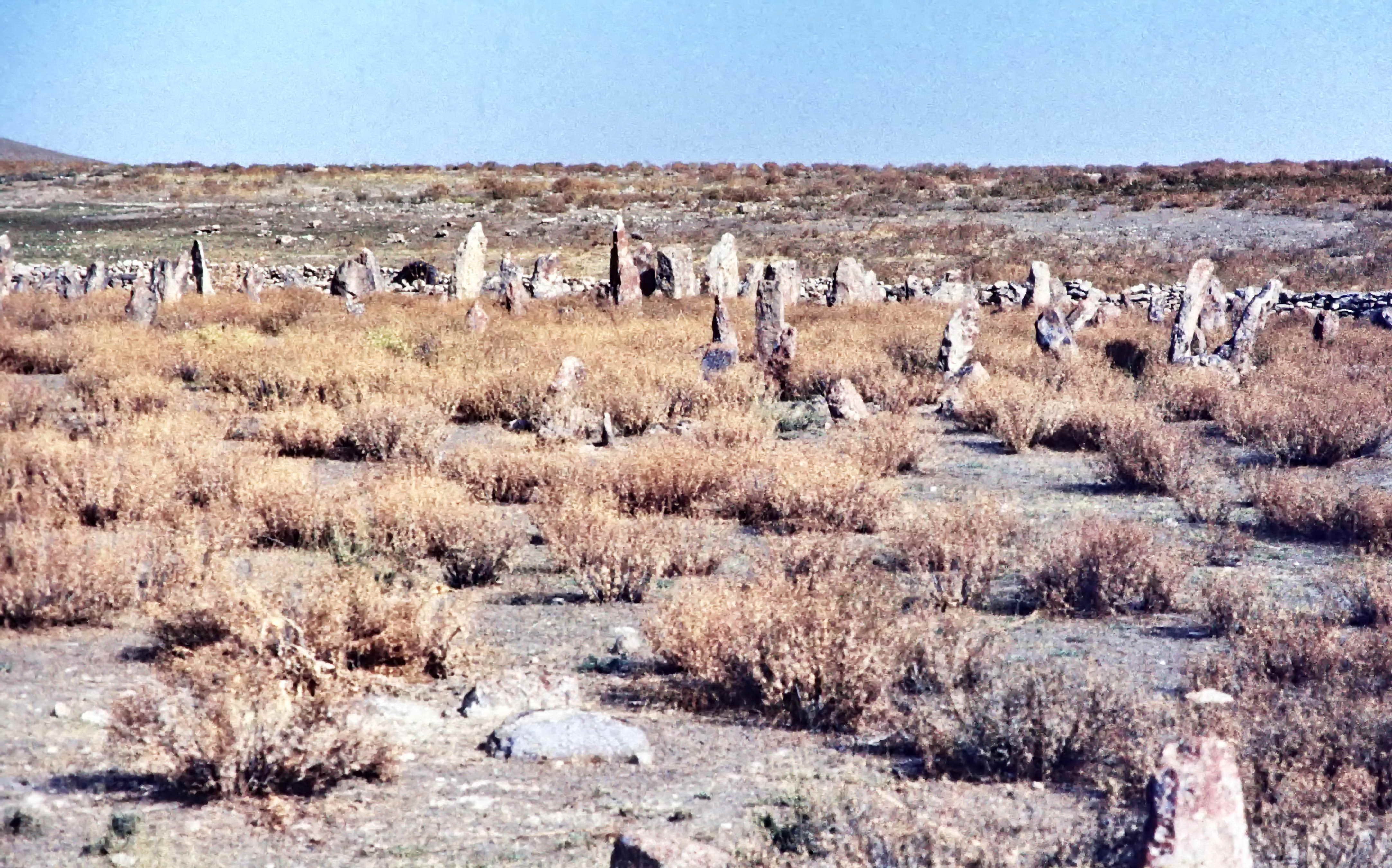
Die zahlreichen Gräber auf dem alten Friedhof von Ilıca Yaylası zeugen von der langen Nutzung dieser Sommersiedlung in der Vergangenheit. Heute wird der Friedhof nicht mehr verwendet und die Siedlung nur noch von wenigen Viehhaltern aufgesucht

Der Platz Ilıca Yaylası liegt in der türkischen Provinz Konya südwestlich des Tuz Gölü ca. 4,5 km östlich der Fernstraße von Konya nach Ankara und etwa 10 km südlich der Kreisstadt Cihanbeyli am Nordende des Bolluk Gölü. Der Bolluk Gölü ist ein an Natriumsulfat reicher kleinerer, 11,5 km² großer Salzsee bei Kırkışla östlich der Fernstraße D715 mit einer Saline am Nordende des Sees. Heute gibt es einige kleine Sommerresidenzen (Yayla) von Bewohnern umliegender Dörfer, die dort im Sommer Vieh halten. Durch die Senke des Bolluk-Sees führt der Tahliye-Kanal (Konya ana tahliye kanalı), der als Entwässerungskanal die salzhaltigen Drainagewässer der Konya-Çumra-Ova zum nahegelegenen Tuz Gölü abführt.

## Erforschungsgeschichte

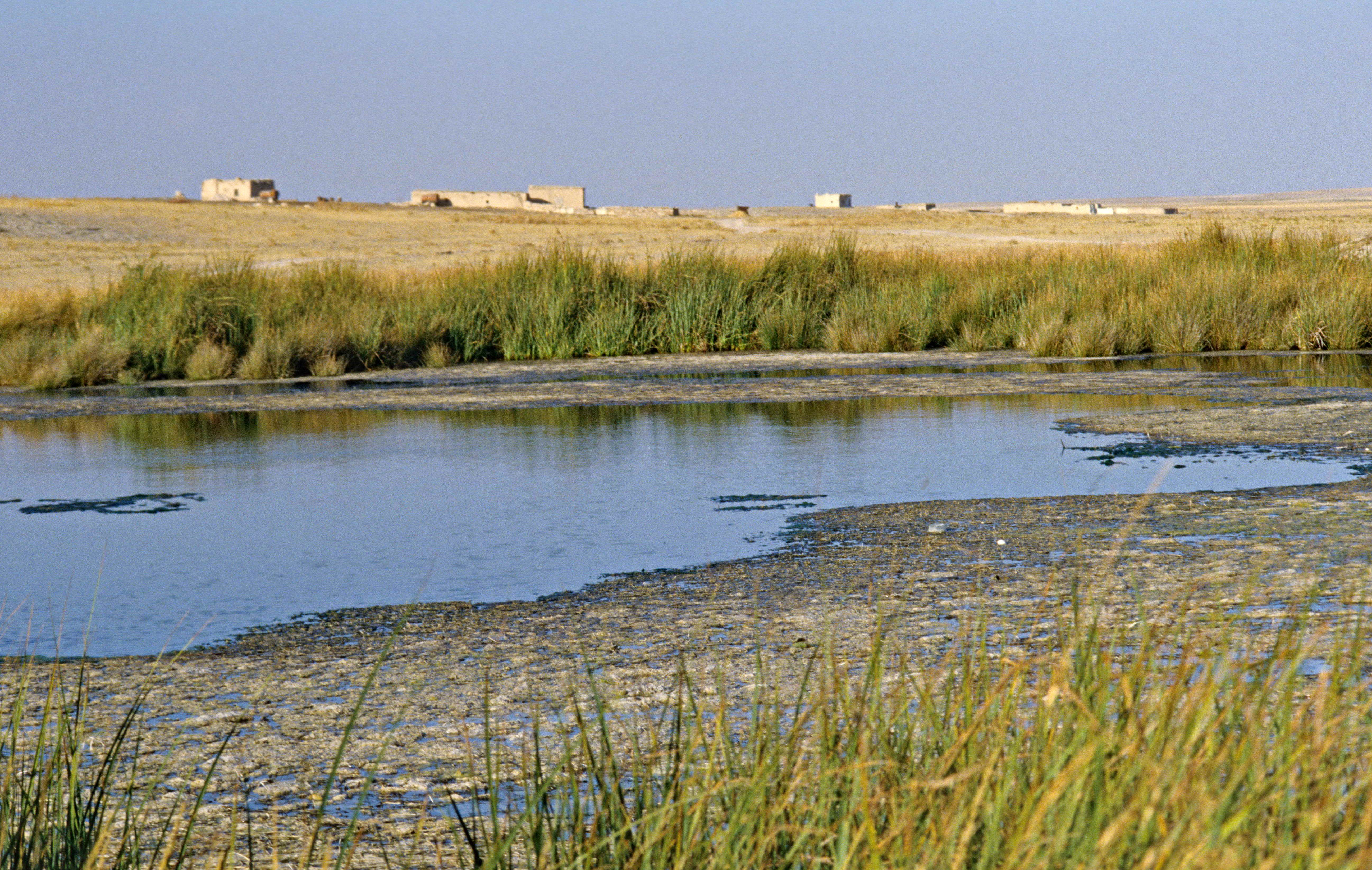
Noch im September 1988 füllten die warmen Quellen bei Ilıca Yaylası den dortigen Quelltopf reichlich mit Wasser

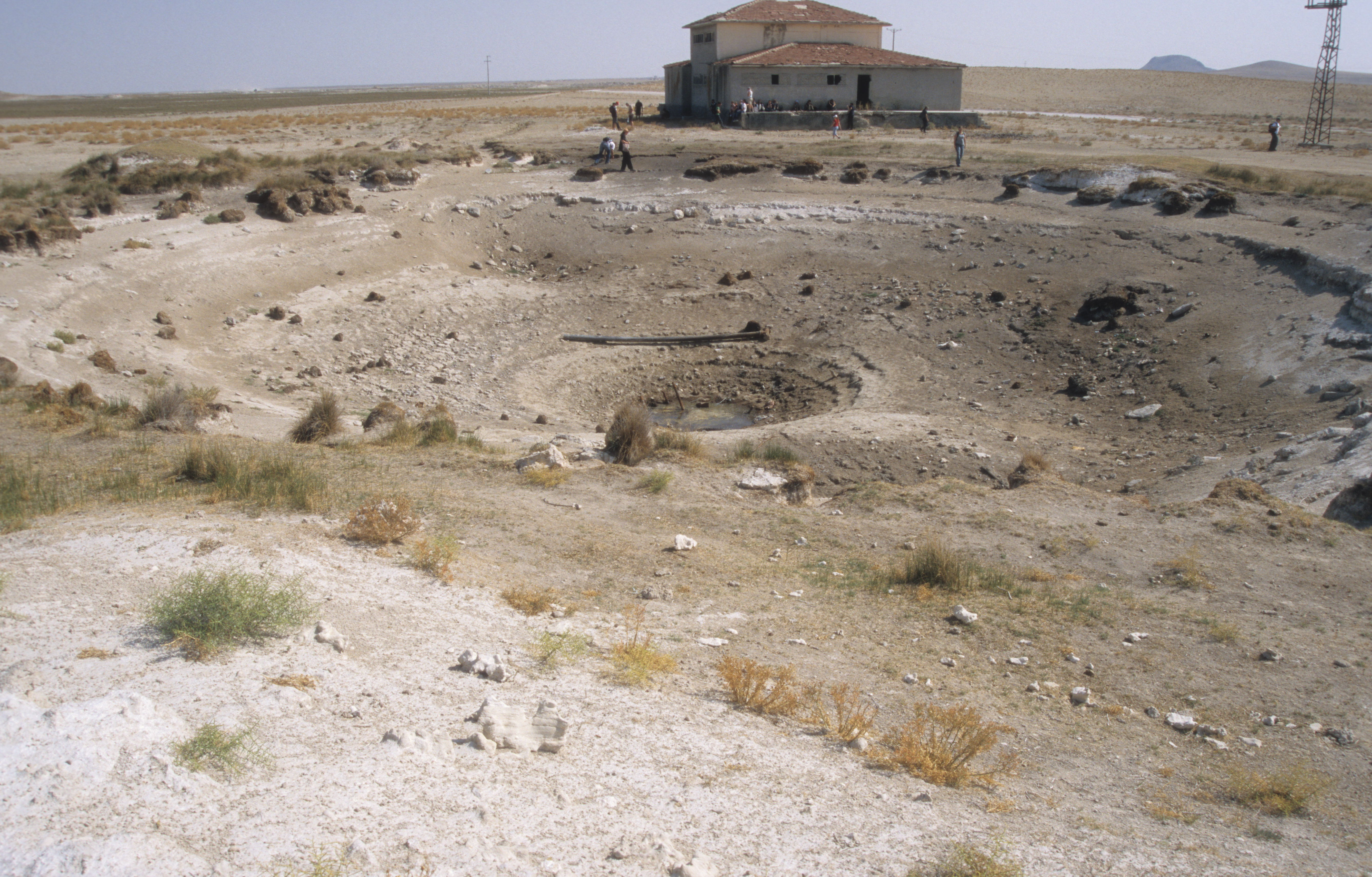
Im November 2007 lag der Quelltopf bei Ilıca Yaylası ausgetrocknet, und die warmen Quellen waren versiegt

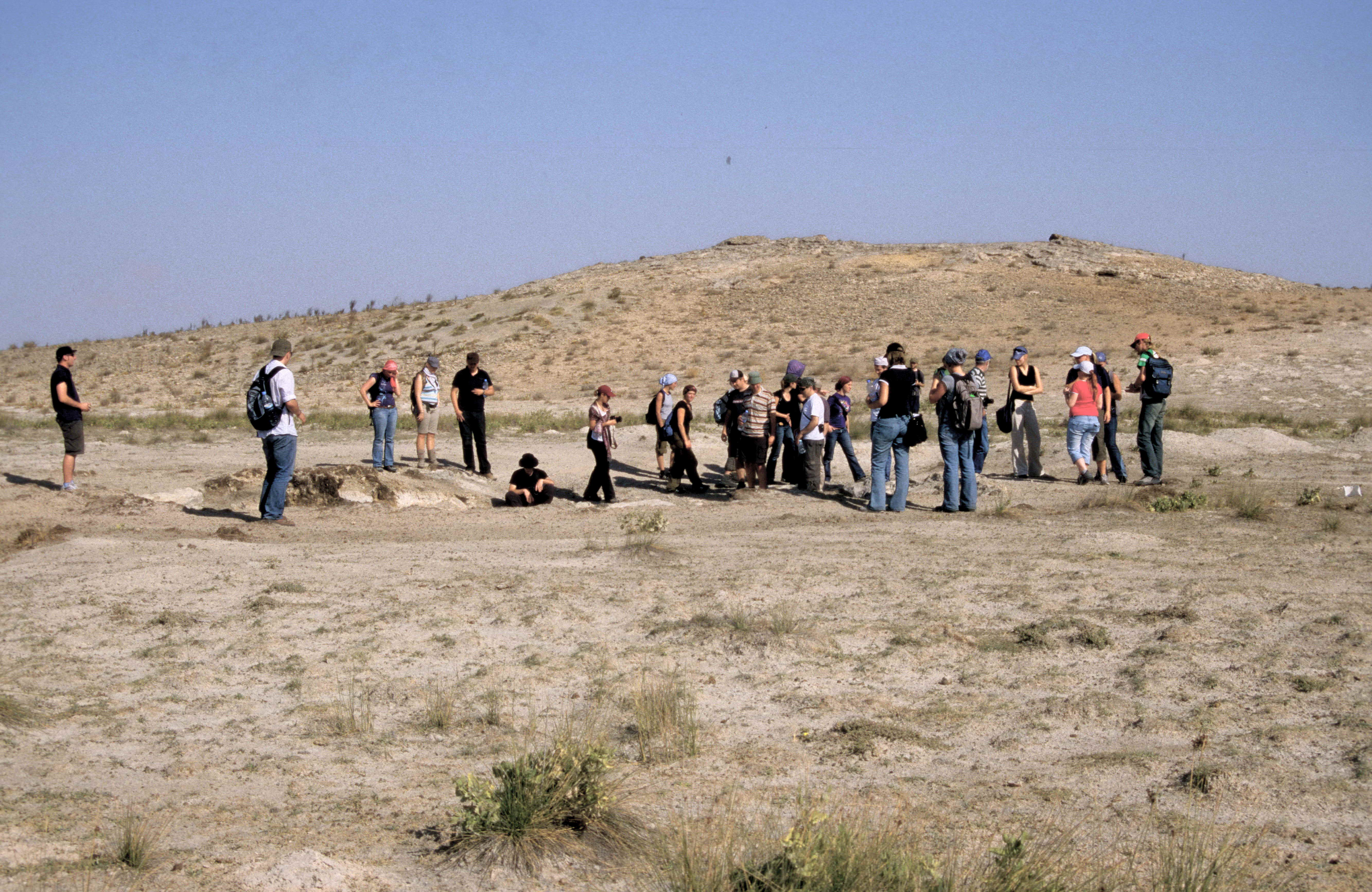
Eine Studentengruppe im Herbst 2007 um eine Einsturzdoline bespricht die Bildung der Travertinkegel bei Ilıca Yaylası; im Hintergrund ein größerer Travertinkegel

Das Auftreten einer besonders spektakulären Karsterscheinung in Form zahlreicher Travertinkegel in der zentralanatolischen Steppe beim Sommerdorf Ilıca Yaylası weckte bereits seit den späten 1930er Jahren das wissenschaftliche Interesse. Genauere Untersuchungen zum Phänomen der Travertinkegel von Ilıca Yaylası erfolgten dann in den 1960er Jahren zunächst durch Sırrı Erinç und besonders detailliert dann 1966 durch Oğuz Erol. Erste Aufmerksamkeit für den Tourismus erhielt der Platz aufgrund verschiedener Exkursionen durch Dozenten der Geographischen Institute der Universitäten Erlangen (W.-D. Hütteroth) und Tübingen (Volker Höhfeld) seit den 1970er Jahren. Die Travertinkegel von Ilıca Yaylası wurden jüngst durch Selahattin Polat und Mehmet Deniz auf dem 4. Internationalen Geographie-Syposium (23.–26. Mai 2016) in Antalya als touristisch bedeutsames Karstphänomen einer breiteren interessierten Öffentlichkeit vorgestellt. Jüngste wissenschaftliche Detailuntersuchungen erfolgten 2017 durch A. Pınar, A. D. Buldur und T. Tuncer.

## Kegel-Vorkommen

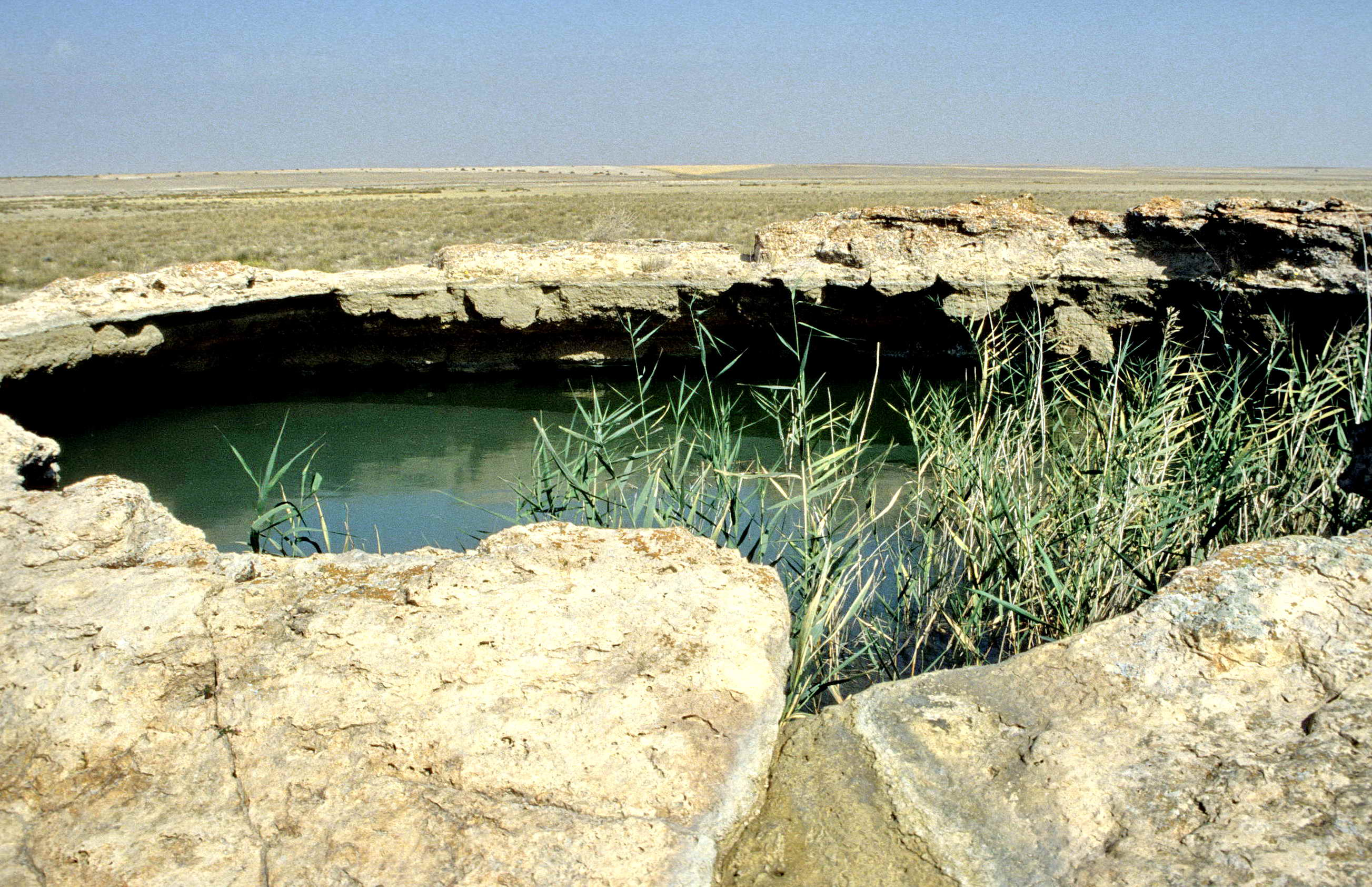
Dieser Travertinkegel östlich von Ilıca Yaylası ist im November 1990 nahezu völlig mit Wasser gefüllt und zeigt einen typischen überstehenden Kraterrand

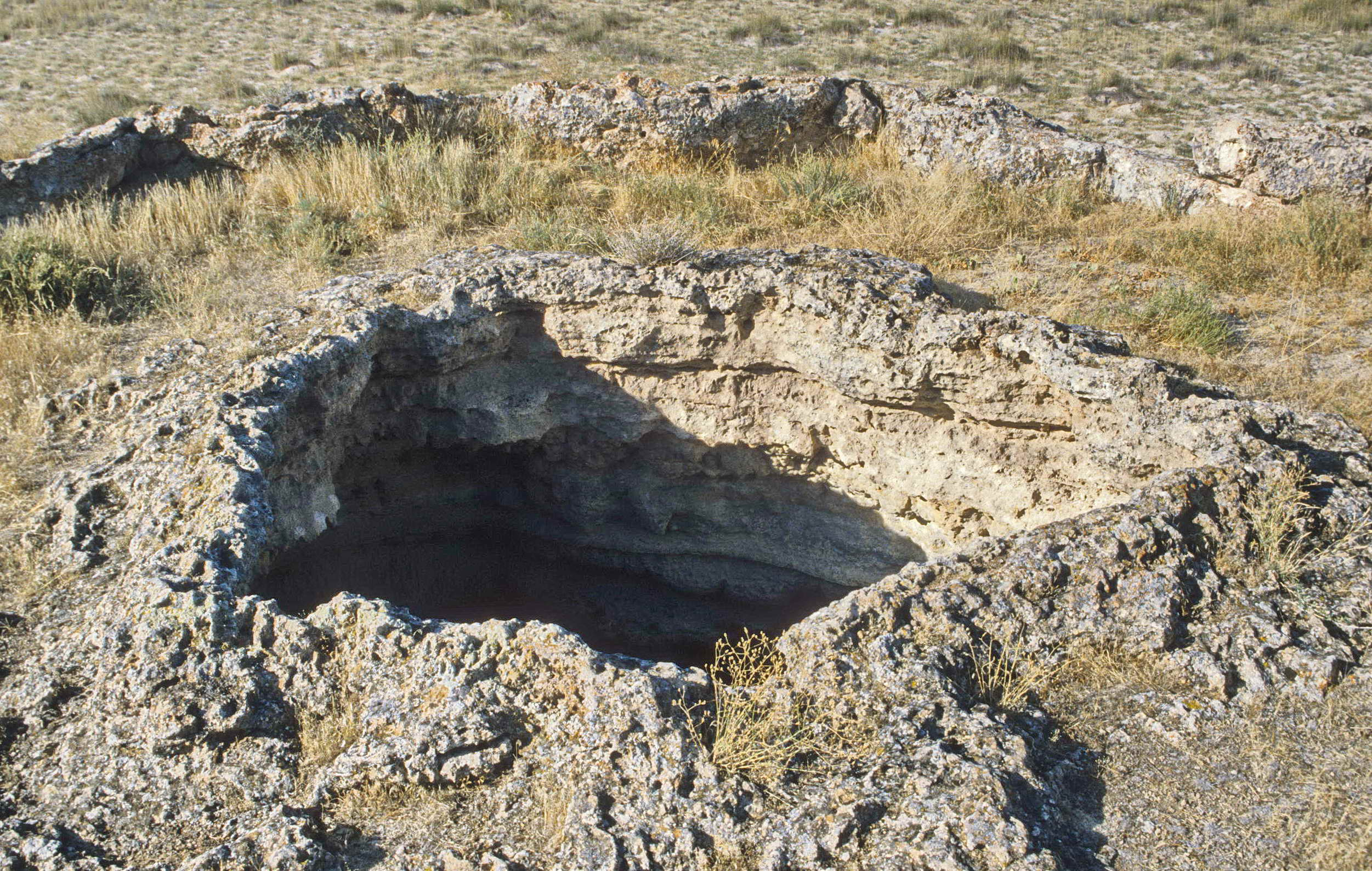
Dieser Travertinkegel mit Doppelkrater (Krater im Krater) bei Ilıca Yaylası deutet auf eine zweiphasige Kegelbildung hin

Die Travertinkegel, die von den Umlandbewohner "Düden" genannt werden, verteilen sich über eine Fläche von ca. 25 km² innerhalb eines 3,6 km breiten und 8,7 km langen Korridors im und um den Bolluk Gölü, hauptsächlich allerdings über einen Senkenbereich im Nordosten des Sees bei Ilıca Yaylası. Dieser Korridor in der Senke des Bolluk Gölü liegt zwischen dem 1081 m hohen vulkanischen Karadağ im Osten und dem aus mesozoischen Kalken aufgebauten 1191 m hohen Bozdağ im Westen. Sechs Travertin-Kegel bilden im Bolluk-See kleine Inseln, weitere sechs verteilen sich auf einem früheren Teil des Sees, auf dem heute ein Salzpfannen-Unternehmen (Saline) betrieben wird. 14 Kegel liegen u. a. in Form von Halbinseln am Rande des Bolluk-Sees. Die restlichen Kegel sind im Norden und Nordosten des Sees um Ilıca Yaylası verstreut. Nach Untersuchungen von Oğuz Erol gab es 1966 nachweislich 63 Travertinkegel in verschiedenen Größen im Umfeld von Ilıca Yaylası und im Bereich des Bolluk Gölü. Salomon-Calvi und Kleinsorge sprechen 1939 von mehr als 50. Pınar, Buldur und Tuncer identifizierten 2017 nur 55 Travertinkegel und vermerkten, dass 5 der 63 von Erol erwähnten Travertinkegel mittlerweile durch menschliche Aktivitäten vollständig zerstört, 7 schwer und 11 mäßig beschädigt wurden und das Wasser in einigen Kegeln inzwischen ausgetrocknet sei.

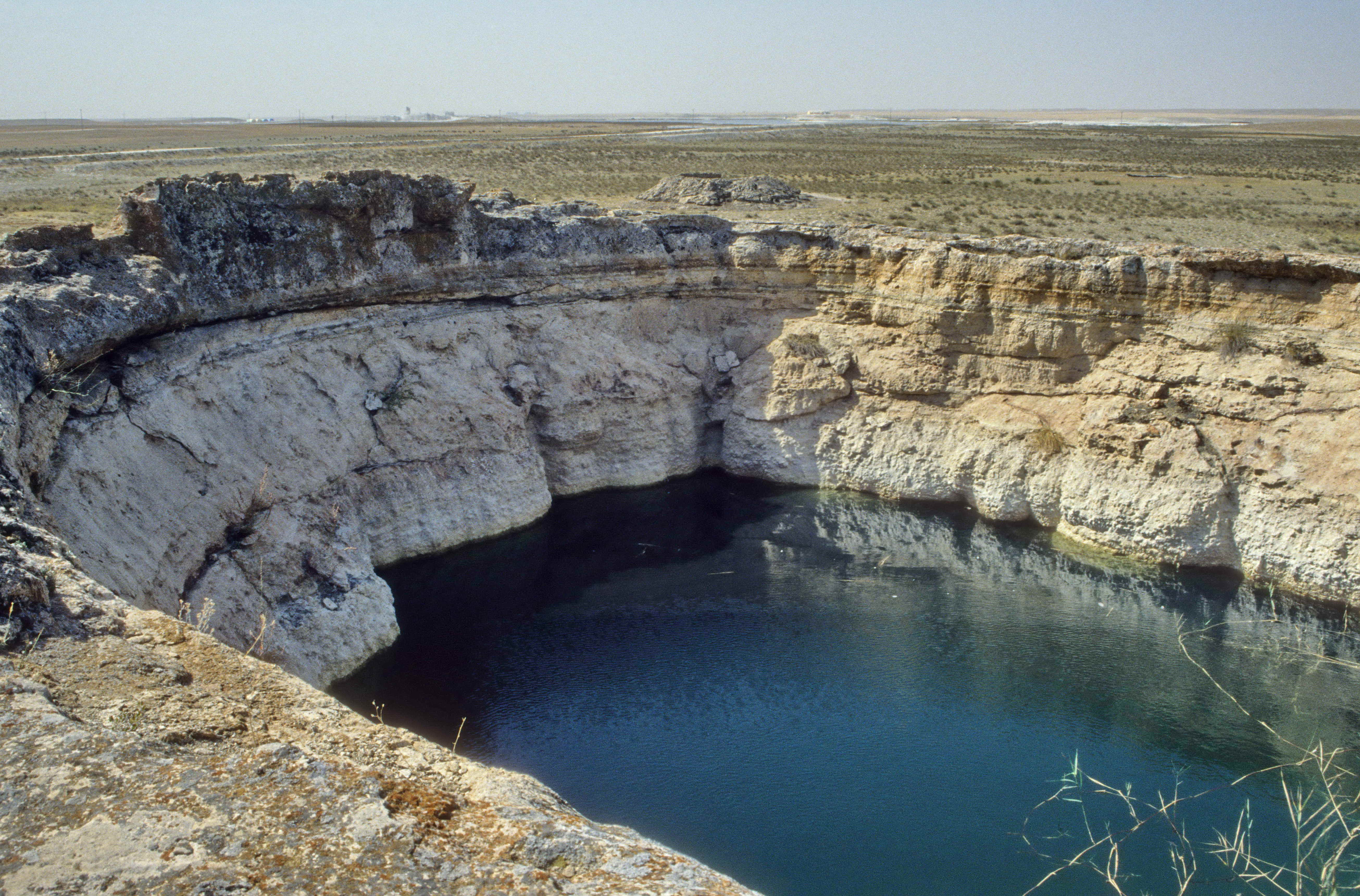
In diesem ovalen Travertinkegel bei Ilıca Yaylası reichte der Wasserspiegel im November 1990 noch bis zur halben Höhe

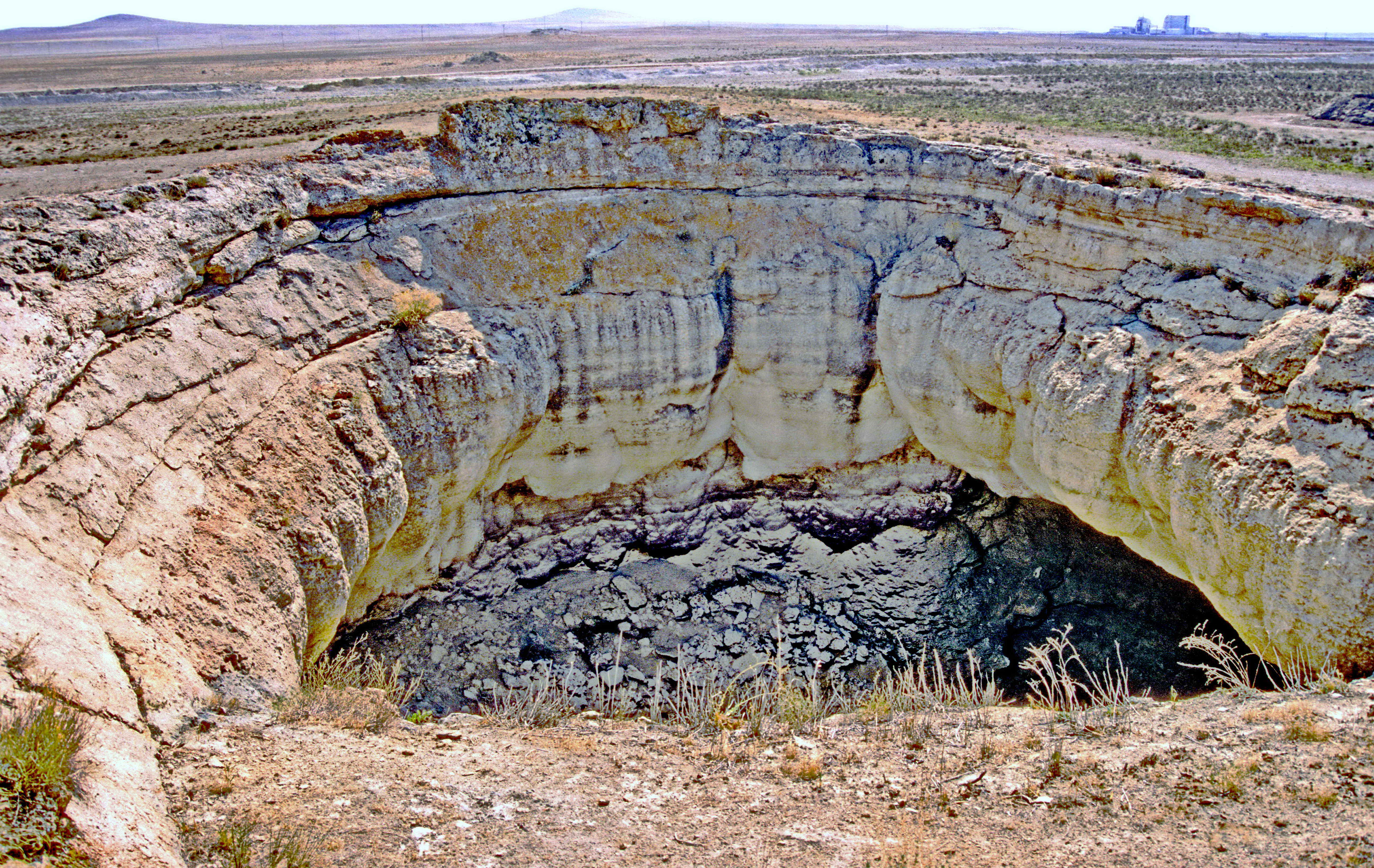
17 Jahre später im Oktober 2007 war der gleiche Travertinkegel bei Ilıca Yaylası zur gleichen Jahreszeit vollständig trocken gefallen

Vergleiche von Wasserständen in den Kegeln signalisieren, dass die Quellwasser-Zufuhr seit den späten 1980er Jahren deutlich zurückgegangen ist. Bei jüngsten Untersuchungen 2017 wurde festgestellt, dass die Zufuhr von Quellwasser, durch das die Travertinkegel in der Region gebildet werden, kontinuierlich zurückgegangen und gegenwärtig kaum noch vorhanden ist und auch keine aktuelle Travertinbildung mehr erfolgt. Während nur noch zehn der Travertinkegel ganzjährig kontinuierlich Wasser führen, haben drei Kegel lediglich saisonal überschüssiges Wasser. Somit kann man bei den meisten Travertinkegeln bei Ilıca Yaylası nicht mehr von aktiver Kegelbildung ausgehen, sondern eher von „fossilen“ Travertinkegeln.

## Kegel-Bildung
Diese Travertinkegel, d. h. Travertine generell, sind Carbonatformationen, die von kalten und heißen Wasserquellen abgelagert werden, in diesem Falle von artesischen Quellen, die Calciumbicarbonat [Ca(HCO3)2; auch Calciumhydrogencarbonat] enthalten. Das wärmste Wasser in den Kegel wurde mit 43 °C gemessen, alle anderen lagen unter 40 °C. Calciumhydrogencarbonat bildet sich bei der Verwitterung bzw. Lösung von Kalkstein, der im Wesentlichen aus Calciumcarbonat besteht, durch die Einwirkung von Wasser und Kohlenstoffdioxid (CO2). Travertine bilden sich an der Mündung der Quellen, aus denen das unter Druck stehende, an Calciumbicarbonat reiche Grundwasser austritt, der Druck abgebaut wird und sich das Kohlendioxid (CO2) mit dem Sauerstoff der Luft mischt und das Kalziumkarbonat (CaCO3) ausfällt. Diese hydrogeomorphologischen Strukturen, die man als Travertin-Akkumulationsformen bezeichnet, sind eher seltenere natürliche Formationen. In der Türkei allerdings sind Travertinvorkommen vergleichsweise häufiger. Am bekanntesten dort sind wohl die seit langem touristisch vermarkteten Kalksinter-Terrassen von Pamukkale, weniger populär ist dagegen der Travertin-Terrassenkomplex, auf dem die Stadt Antalya liegt.
Travertine werden in der Türkei hauptsächlich als Rohstoffe in der Industrie z. B bei der Herstellung von Kalk, Zement und Bausteinen verwendet. Da die Quellen bei Ilıca Yaylası neben Calciumcarbonat (Kalk) zudem auch Gips, Kali und Mirabilit (natürliches Glaubersalz) enthalten, wird ihnen in letzter Zeit aufgrund der möglichen wirtschaftlichen Werte viel Aufmerksamkeit geschenkt. Leider haben die Travertinkegel von Ilıca Yaylası trotz ihrer Besonderheit im Gegensatz zu den Travertinen von Pamukkale keinen speziellen Schutzstatus. Sie sind vor allem Bedrohungen durch den Menschen ausgesetzt und partiell bereits geschädigt, so dass es an der Zeit ist, sie entsprechend unter Schutz zu stellen. Immerhin ist die Senke des Bolluk Gölü das Gebiet mit der höchsten Anzahl und größten Dichte an Travertinkegeln in der Türkei.
Die Kegel erheben sich als rundliche, kuppelförmige kleine Hügel 1 bis 30 Meter über dem Talboden bzw. Seespiegel des Bolluk Gölü (938 m). Ihre Durchmesser liegen zwischen 3 und 500 m. Dabei bilden sie vereinzelt Häufungen und reihen sich in bestimmten Ausrichtungen von Südsüdwest nach Nordnordost. Manche Wissenschaftler sind der Meinung, dass diese Kegel, die sich aller bisherigen Kenntnis nach entlang von Bruchlinien erheben, von einer Art von „Geysiren“ gebildet wurden. Andere (Salomon-Calvi, H. Kleinsorge, Sırrı Erinç und Oğuz Erol) sagen, dass die Kegel das Ergebnis gewöhnlicher, möglicherweise etwas warmer artesischer Quellen sind, die entlang von Verwerfungslinien unter Druck austreten, also zumindest teilweise karstische artesische Verwerfungsquellen sind. Just bei Ilıca Yaylası schneiden sich zwei größere tektonische Störungssysteme: Die Yeniceoba-Cihanbeyli-Verwerfungzonen (İnönü-Eskişehir-Störungssystem; Nordwest-Südost verlaufend) und die Altınekin-Verwerfungszone (Nordost-Südwest verlaufend), in deren Verlauf der Bolluk Gölü angesiedelt ist.

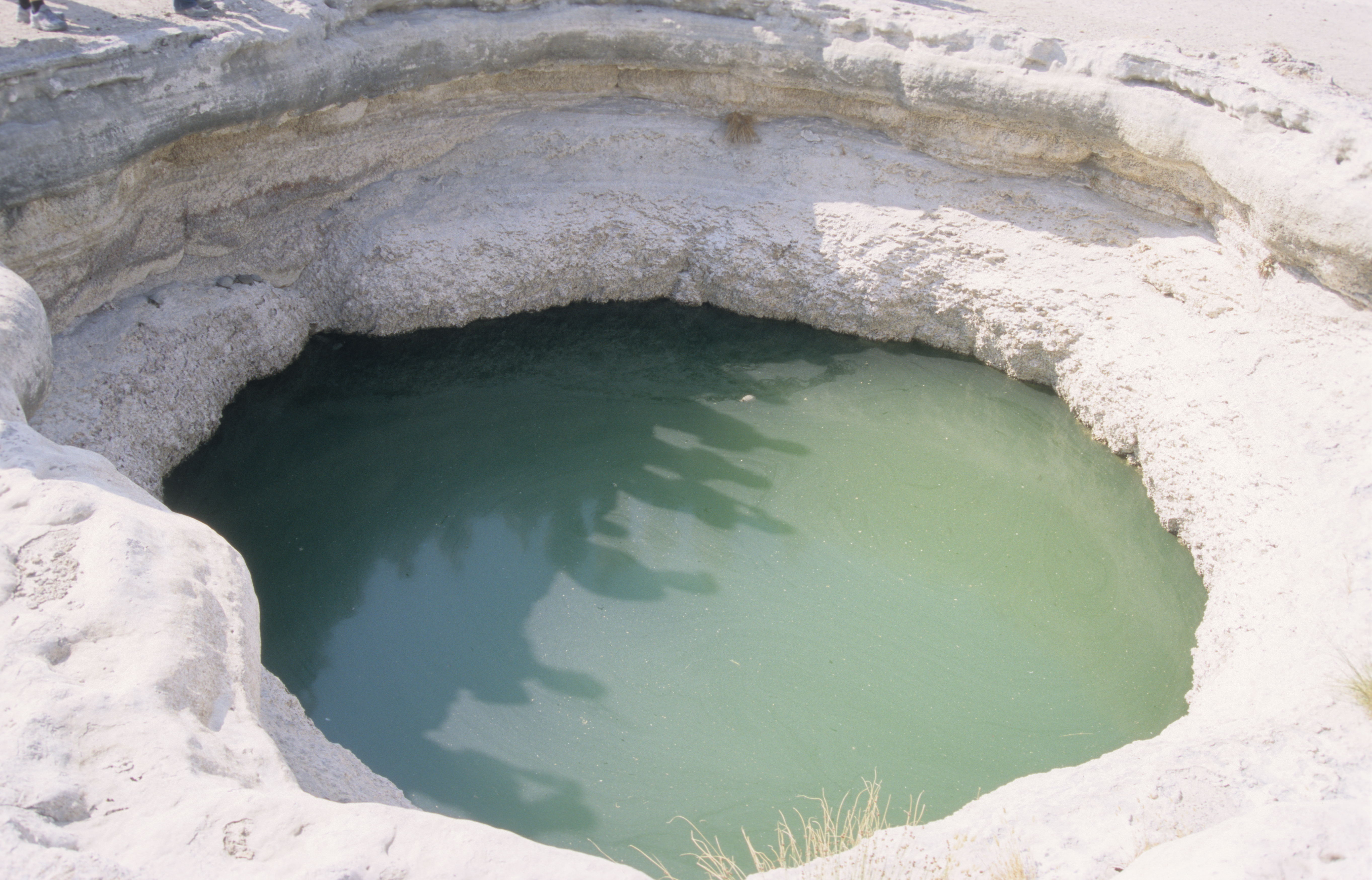
Blick in die Öffnung eines aktiven Travertinkegels bei Ilıca Yaylası. Die meisten der Travertinkegel bei Ilıca Yaylası zeigten bereits 2007 einen deutlich reduzierten Wasserstand

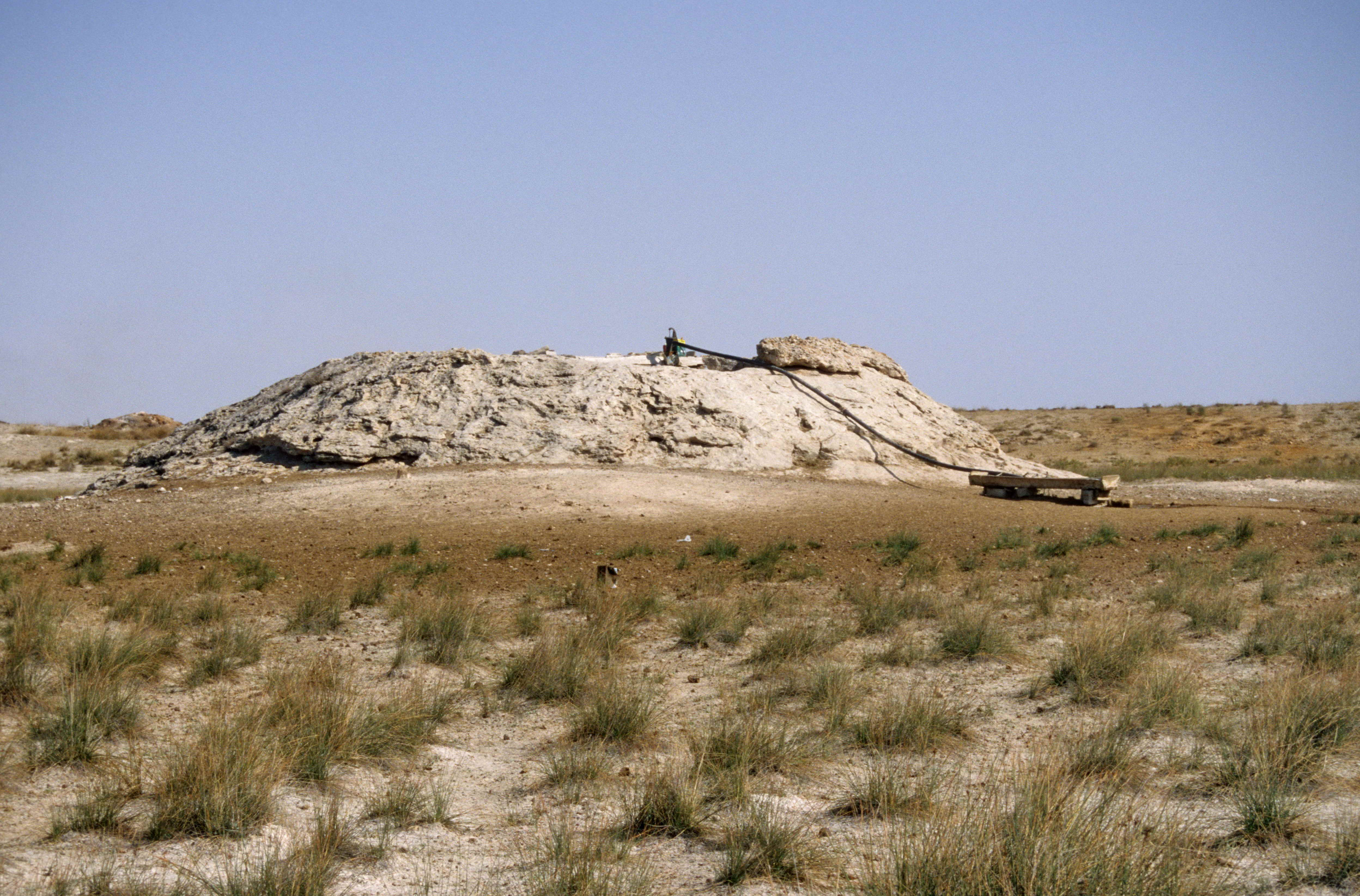
Wasserentnahme aus einem Travertinkegel bei Ilıca Yaylası 2007. In trockenen Sommern pumpen Bauern und Hirten für die Viehtränken Wasser aus den Travertinkegel-Seen

Demnach tritt Wasser, das in den mesozoischen und neogenen Kalksteinformationen im Westen des Bolluk Gölü versickert, entlang von Verwerfungslinien aus. Tatsächlich gibt es in den mesozoischen Kalksteinen des Bozdağ im Nordwesten der Ilıca Yaylası röhrenförmige Ponore und in den neogenen Kalksteinen bei Göl Yayla im Süden des Bolluk-Sees einige große beckenähnliche Ponore. Diese Karstgewässer nehmen wahrscheinlich den Gips aus den gipshaltigen neogenen Formationen auf, die hauptsächlich in der Ostflanke einer Verwerfungszone gefunden wurden. Zudem kann besonders durch Zufuhr von CO2 aus vulkanischen Entgasungen Wässer mit gelöstem CO2 angereichert und dadurch angesäuert werden und kann dann Calcium besonders gut aus Gesteinen lösen, insbesondere aus kalkhaltigen Gesteinen, wenn es diese durchsickert.
So wird z. B. Sickerwasser, das im Osten der Bolluk-Gölü-Region zu den Magma-Kammern des Karadağ absteigt, dort erhitzt und bildet Kohlensäure aus dem Kohlendioxid des Vulkanismus. Beim weiteren Durchlauf des Grundwassers durch die mesozoischen und neogenen Gesteinsformationen des Untergrundes sättigt sich die Kohlensäure aufgrund ihres hohen Lösungseffekts mit/zu Kalziumbikarbonat. Mit dem Austritt dieser Gewässer aus den Karst-Grundwasserleitern entlang von Verwerfungen und Rissen entstehen – bei frei werdendem Kohlendioxid und durch die Ausfällung von Calciumcarbonat – die Travertinkegel bei Ilıca Yaylası.

## Kegel-Typen
Nach den Untersuchungen von Erol beginnt die Entwicklung von Travertinkegeln als artesische Quelle, die im Wasser gelöste Mineralien, vorzugsweise Calciumcarbonat (CaCO3, Kalksinter, Kalziumkarbonat, kohlensaurer Kalk, Süßwasserkalk), ablagert. Dieses Wasser enthält neben Calciumcarbonat (Calciumbicarbonat) in hohen Anteilen auch Natriumsulfat und gewisse Mengen an Magnesiumsulfat. Man geht davon aus, dass diese Mineralien-Lösungen aus dem Kalkstein des Mesozoikums und des Neogens sowie aus Gipsschichten der Neogenformation im Untergrund stammen, die auch in den Gewässern des benachbarten Boluk Gölü (auch Acıtuz Gölü = bitterer Salzsee) neben Kochsalz und Kali in höheren Prozentsätzen enthalten sind. Zuerst entsteht am Wasseraustritt der Krater, dann wird nach und nach mit Überlauf des Wassers über den Kraterrand der kuppelförmige Travertinkegel aufgebaut, wobei an Rissen im Travertin-Kegelgewölbe Sekundär-Quellen mit vermutlich weniger Kalkgehalt austreten können, die in späteren Stadien der Entwicklung den Aufbau schildartiger flacher und breiter Travertinkegel fördern. Dabei werden vier verschiedene Typen unterschieden:
1. Einfache Kegel: Dies sind kleine Erdhügel, die aus einer Mischung von Erde, Kalktuff und Travertin (Calciumcarbonat) bestehen. Bei einem Durchmesser von 1–2 m haben sie eine Höhe von 1–2 m vom Boden. Sie sind mehrheitlich mit Bewuchs bedeckt. Uneinig ist man sich über die Verwendung der Begriffe Travertin und Kalktuff. Beide sind Kalksinter und beide Mineralien sind chemisch gesehen Calciumcarbonat und kommen häufig auch zusammen vor, speziell bei bewachsenen Kegeln. Travertin und Kalktuff sind an vielen Stellen im Travertinfeld von Ilıca Yaylası miteinander verflochten. Kalktuffe sind eher porös und enthalten reichlich Pflanzenreste und Wurzeln, die beim Ausfällen des Calciumcarbonats umschlossen wurden. Und sie haben im Gegensatz zum Travertin keine klare Schichtung. Travertine sind fest und zeigen eine deutliche Bänderung.
2. Wassergefüllte Kegel mit einem im Vergleich zur Höhe des Kegels großen Krater (Durchmesser 5–15 m), mit einer Höhe zwischen 3 und 5 m über Grund und Durchmessern von 5–20 m. Sie gleichen großen, mit einer Mauer umgebenen Brunnen.
3. Gut entwickelte, kleine kuppelförmige Hügel mit Durchmessern zwischen 10 und 100 m und Höhen über dem Boden von 6 bis 10 m. Ihre Krater sind groß und tief. Ein charakteristisches Beispiel ist ein als "Taubenkegel" bezeichneter Travertinkegel 100 m leicht südwestlich der Tahliye-Kanalbrücke, so benannt, weil Hunderte von Tauben im trockenen Teil des überstehenden Kraterrandes leben. Einige dieser Kegel wurden aufgrund ihres relativ hohen Alters im Laufe der Zeit teilweise durch äußere Einflüsse zerstört. Sehr viele allerdings sind frisch aussehende, weitgehend unzerstörte Travertinkegel.
4. Große und flache Kegel, die relativ wenig Kalk enthalten. Wahrscheinlich sind sie das Ergebnis alter und großer Quellaustritte. Manche dieser Hügel wurden in zwei oder mehr Aktivitätsstufen gebildet. In Kegeln dieses Typs, in sogenannten Doppelkrater- oder Mehrfachkraterhügeln, erhebt sich innerhalb eines größeren Kraters ein weiterer innerer, kleinerer, jüngerer Kegel einer zweiten Aktivitätsstufe, wobei ein Zusammenhang zwischen diesen verschiedenen Aktivitätsstufen der Quellen und den klimatischen Schwankungen im Holozän und Pleistozän zu bestehen scheint. Man ist ziemlich sicher, dass diese Kegel hauptsächlich bereits im späten Pleistozän entstanden sind und die Bildung heute an einigen Stellen immer noch stattfindet. Indizien dafür sind prähistorische Obsidian-Artefakte, Stücke von Silex und historische Keramik, die auf einigen Kegeln gefunden wurden. Man geht zudem zwar davon aus, dass im frühen Pleistozän das Wasser des damaligen „alten“ Tuz Gölü bei Wasserhochstand auch die Gebiete des späteren Bolluk Gölü bedeckt hat, dass aber die Kegelbildung eher das Ergebnis jüngerer Bedingungen durch Quellwasser mit jüngeren chemischen Eigenschaften ist, dass sich diese Kegel also im Laufe des Pleistozäns erst nach dem Schrumpfen des Tuz Gölü bildeten.[14]

## Weitere Karsterscheinungen

### Dolinen

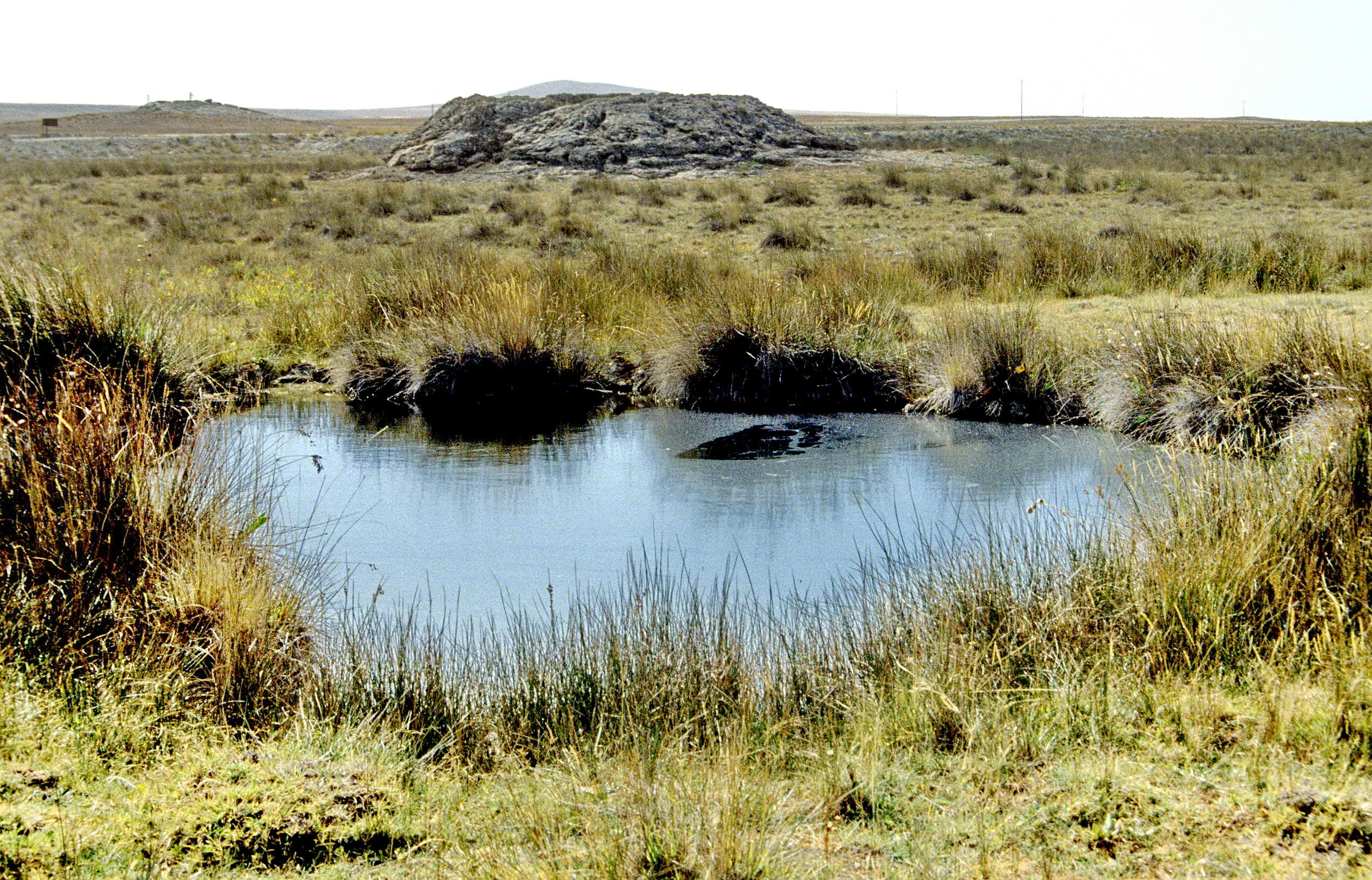
Im November 1990 war diese Doline bei Ilıca Yaylası noch randvoll mit Wasser gefüllt; im Hintergrund ein höherer Travertinkegel

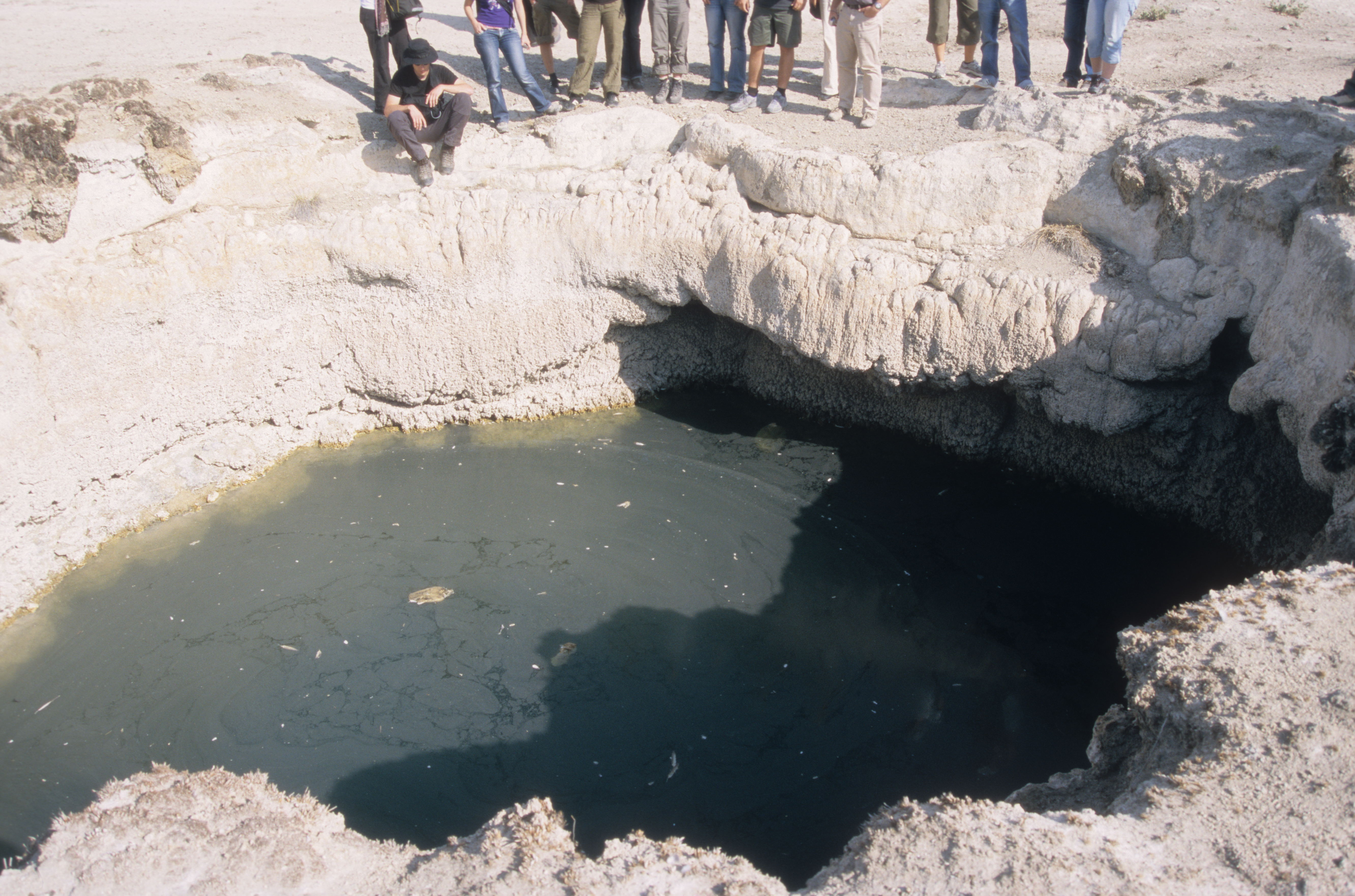
17 Jahre später zur gleichen Jahreszeit im Oktober 2007 war der Wasserspiegel derselben Doline bei Ilıca Yaylası deutlich gesunken.

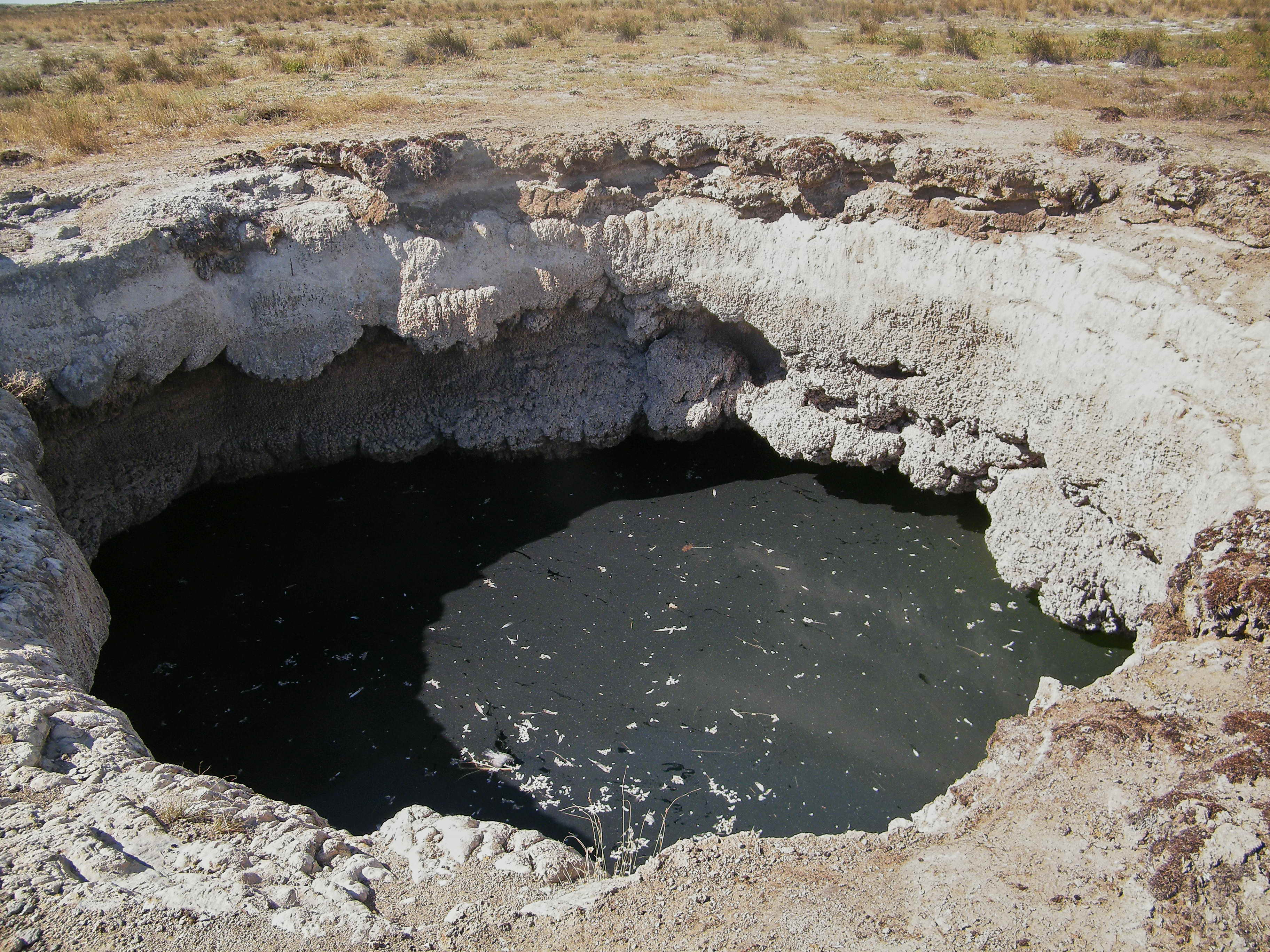
Nochmals 3 Jahre später im September 2010 war der Wasserstand derselben Doline bei Ilıca Yaylası erneut weiter zurückgegangen.

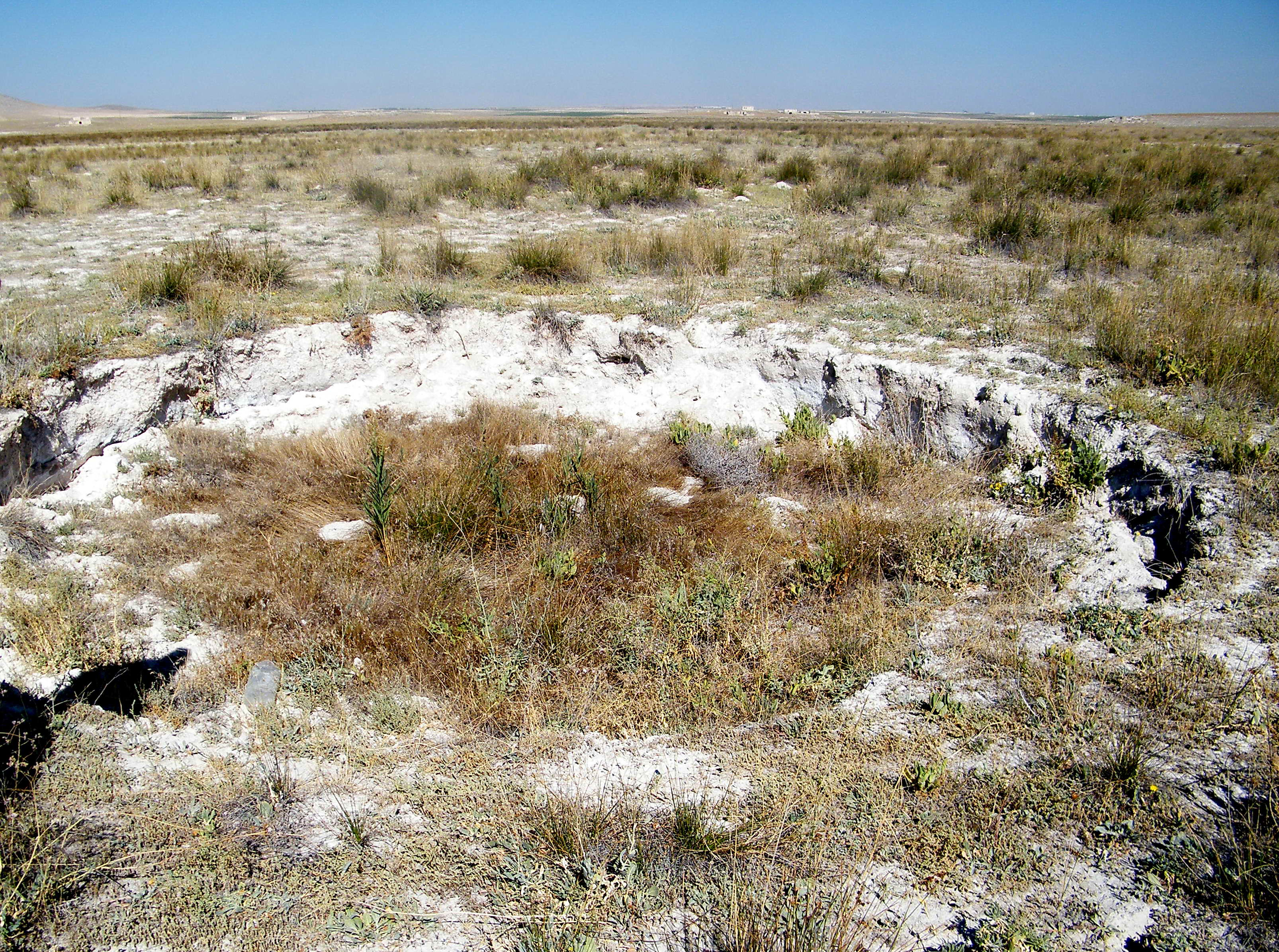
Blick in eine völlig trockene und bewachsene Einsturz-Doline bei Ilıca Yaylası im September 2010

Darüber hinaus wurden in der Region insgesamt 20 Dolinen gefunden, zumeist Einsturz- oder Senkungs/Sackungsdolinen, die mit Travertinkegeln zusammenhängen. Es handelt sich um tiefe, kreis- oder trichterförmige natürliche Vertiefungen mit steilen Hängen und bisweilen Seen. Ihre Tiefen liegen im Durchschnitt zwischen 1 und 5 m, ihre Durchmesser erreichen bis zu 10 m. Die Kanten sind oft senkrecht und es gibt Risse um sie herum. Eine große Anzahl dieser Senkungsdolinen wurde um den Tahliye-Drainagekanal, insbesondere am nördlichen Ende des Bolluk-Sees registriert. Da der Grundwasserspiegel in der Region aufgrund landwirtschaftlicher Aktivitäten (Pumpen-Bewässerung) rapide sinkt, hat sich die Bildung von Einsturz- und Senkungsereignisse aufgrund des Pegelabfalls im Grundwasserspiegel beschleunigt und die Zahl solcher Depressionen in der Region zugenommen. Absenkungsdolinen zeigen im Allgemeinen konzentrische Ringe, die „Kollapsrisse“ signalisieren. Die Tiefen dieser Risse variieren zwischen 0,1 m und 1,2 m. Auffällig ist die Absenkung und Austrocknung neben dem verlassenen Depot-Gebäude bei Ilıca Yaylası nördlich des Tahliye-Kanals im Norden des Bolluk-Sees, wo noch Ende der 1980er Jahre warme Quellen den dortigen Quelltopf reichlich mit Wasser füllten. Die Neubildung solcher Senkungsdolinen hängt mit der Abnahme des allgemeinen Grundwasserspiegels in der Ebene sowie mit der Abnahme des Grundwasserspiegels aufgrund der lokalen Entwässerung zusammen, die in diesem Bereich nach dem Öffnen des Tahliye-Entwässerungskanals auftrat, wobei die Überpumpung des Grundwasserspiegels durch die Landwirtschaft deutlich zunahm.

### Travertin-Kanal

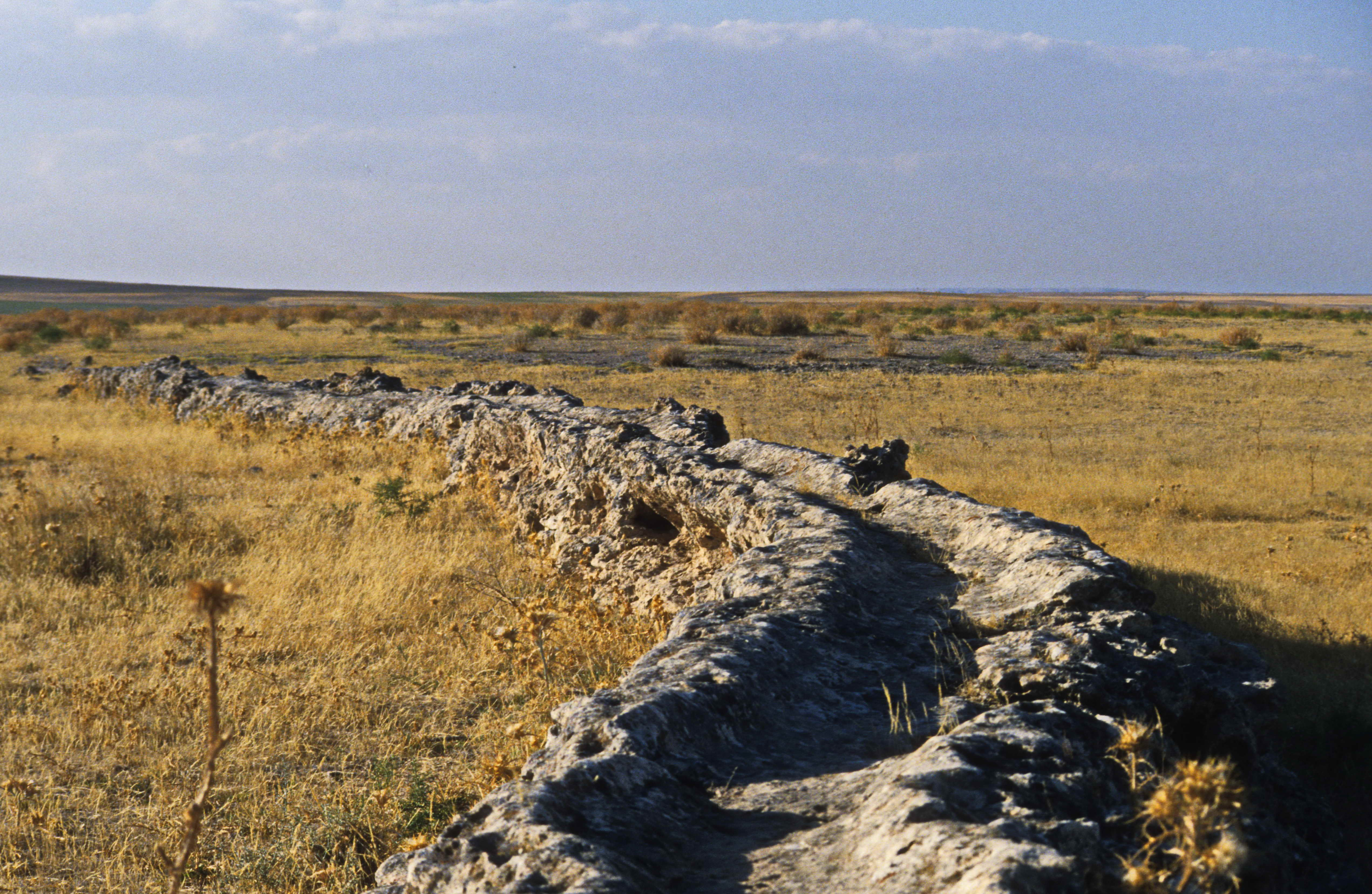
Künstlicher Travertinkanal bei Ilıca Yaylası 1988. In der Vergangenheit nutzte die Bevölkerung von Ilıca Yaylası die Ausfällung von Kalksinter (Travertin) aus kalkhaltigem Fließwasser für Aufbau und Auskleidung künstlicher Kanalbauten

Kanäle aus Travertin sind zumeist künstlich angelegte erhöhte, kanalartig vorgegebene Wasserführungen, die sich durch calciumbicarbonatreiches Wasser zu von Travertin verkleideten Wasserleitungen weiterbilden. Da der Wasserdurchfluss am Rande des Kanals turbulent, in der Mitte aber glatt strömt, kommt es aufgrund der schnelleren Carbonatausfällung in turbulenter Strömung an den Kanalwänden im Vergleich zum Zentrum zu einer schnelleren und damit auch stärkeren Carbonat-Akkumulation, so dass die Kanalwände in die Höhe wachsen und vor allem bei Überlauf dicker werden. Gut entwickelt gleichen solche Kanäle kalkverputzten Wänden. Als Querschnitt zeigen sie die Form eines „M“.
Einer dieser Kanäle beginnt am ruinierten Depot-Gebäude bei Ilıca Yaylası nördlich des Bolluk-Sees. Er ist in der Region als „Hethitischer Wasserweg“ bekannt, wurde fraglos von Menschenhand errichtet und wurde zur Bewässerung verwendet. Dabei wurde offensichtlich ein natürlicher Wasserablauf durch künstliche Änderung der Strömungsrichtung so gesteuert, dass er mit leichtem Gefälle fast linear nach Norden verlief und sich dann in kleine Nebenkanäle aufteilte. Die nachvollziehbare Länge des Travertinkanals beträgt 1 km und seine Höhe erreicht stellenweise bis zu 1,5 m. In der Fortsetzung ist er weniger auffällig und an einigen Stellen vollständig zerstört. Nach Informationen der lokalen Bevölkerung wurde das Wasser aus dem derzeit trocken gefallenen Quelltopf unweit des Depot-Gebäudes bei Ilıca Yaylası über diesen Kanal in die Gärten im Norden geleitet.